# باناجيوتيس دليجيانيديس
باناجيوتيس دليجيانيديس (29 أغسطس 1996 بسلانيك في اليونان - ) هو لاعب كرة قدم يوناني في مركز الهجوم. شارك مع منتخب اليونان تحت 17 سنة لكرة القدم ومنتخب اليونان تحت 19 سنة لكرة القدم. أما مع النوادي، فقد لعب مع نادي باوك وMFK Zemplín Michalovce ‏.

## وصلات خارجية
- باناجيوتيس دليجيانيديس على موقع قاعدة بيانات كرة القدم.إي يو (الإنجليزية)
- باناجيوتيس دليجيانيديس على موقع Soccerway.com (الإنجليزية)
- باناجيوتيس دليجيانيديس على موقع AS.com (الإسبانية)